# Communauté de communes Contrée d'Ablis-Porte des Yvelines

La communauté de communes Contrée d'Ablis-Porte des Yvelines (CAPY) est une ancienne communauté de communes française, située dans le département des Yvelines et la région Île-de-France.

## Histoire
La communauté de communes Contrée d'Ablis-Porte des Yvelines a été créée par arrêté préfectoral du 10 décembre 2003. 
Le 1er janvier 2017, elle fusionne avec la Communauté d'agglomération Rambouillet Territoires.

## Composition
La communauté de communes Contrée d'Ablis-Porte des Yvelines regroupe huit communes, totalisant 6 196 habitants, dont près de la moitié dans la commune centre, Ablis :
| Nom                          | Code Insee | Gentilé         | Superficie (km2) | Population (dernière pop. légale) | Densité (hab./km2) |
| ---------------------------- | ---------- | --------------- | ---------------- | --------------------------------- | ------------------ |
| Ablis (siège)                | 78003      | Ablisiens       | 25,92            | 3 380 (2014)                      | 130                |
| Allainville                  | 78009      | Allainvillois   | 16,30            | 301 (2014)                        | 18                 |
| Boinville-le-Gaillard        | 78071      | Boinvillois     | 12,52            | 617 (2014)                        | 49                 |
| Orsonville                   | 78472      | Orsonvillois    | 9,61             | 337 (2014)                        | 35                 |
| Paray-Douaville              | 78478      |                 | 10,28            | 254 (2014)                        | 25                 |
| Prunay-en-Yvelines           | 78506      | Prunaysiens     | 26,95            | 825 (2014)                        | 31                 |
| Saint-Martin-de-Bréthencourt | 78564      | Saint-Martinois | 16,67            | 645 (2014)                        | 39                 |
| Sainte-Mesme                 | 78569      | Saint-Mesmins   | 8,16             | 915 (2014)                        | 112                |